# The Pied Piper of Hamelin (film 1913)
The Pied Piper of Hamelin è un cortometraggio muto del 1913 diretto da George Lessey.

## Produzione
Il film fu prodotto dalla Edison Company.

## Distribuzione
Distribuito dalla General Film Company, il film - un cortometraggio in una bobina - uscì nelle sale cinematografiche statunitensi il 16 agosto 1913. Ne venne fatta una riedizione che fu distribuita il 21 giugno 1916.